# Далешиці (гміна)
Гміна Далешице (пол. Gmina Daleszyce) — місько-сільська гміна у східній Польщі. Належить до Келецького повіту Свентокшиського воєводства.
Станом на 31 грудня 2011 у гміні проживало 15516 осіб.

## Територія
Згідно з даними за 2007 рік площа гміни становила 222.18 км², у тому числі:
- орні землі: 36.00%
- ліси: 57.00%

Таким чином, площа гміни становить 9.89% площі повіту.

## Населення
Станом на 31 грудня 2011:
| Опис     | Загалом | Загалом | Чоловіки | Чоловіки | Жінки | Жінки |
| -------- | ------- | ------- | -------- | -------- | ----- | ----- |
| одиниця  | осіб    | %       | осіб     | %        | осіб  | %     |
| все      | 15516   | 100     | 7743     | 49.90    | 7773  | 50.10 |
| міське   | 2957    | 100     | 1474     | 49.85    | 1483  | 50.15 |
| сільське | 12559   | 100     | 6269     | 49.92    | 6290  | 50.08 |

## Сусідні гміни
Гміна Далешице межує з такими гмінами: Беліни, Ґурно, Лаґув, Моравиця, Пешхниця, Ракув.